# 海地性交易產業
賣淫，在海地是非法的。但該國在20世紀70年代是成人性旅遊的首選目的地。20世紀40年代以來多米尼加婦女賣淫團伙，被發現在佩蒂翁維爾和太子港。
海地人遭受極端貧困，大部分人口生活每天不足一美元，沒有其他資源往往求助於賣淫。